# Samuel Ramey
Samuel Edward Ramey (Colby (Kansas), 28 maart 1942) is een Amerikaans operazanger. Hij wordt als een van de beste basso-cantante-zangers van zijn generatie beschouwd. Hij wordt zeer bewonderd om zijn veelzijdigheid, want hij beheerst zowel de belcanto-techniek om Händel, Mozart en Rossini te zingen, als de kracht om de dramatische rollen van Verdi en Puccini te zingen. Hij is sinds 29 juni 2002 met de sopraan Lindsey Larsen gehuwd.

## Biografie
Ramey studeerde in 1960 af aan de Colby High School in Colby. Hij studeerde muziek op de middelbare school en aan de Kansas State University en Wichita State. Op school in de staat Kansas, was Ramey lid van de Kappa Sigma Fraternity. Na verdere studie in Central City (waar hij in het koor zat van Don Giovanni in 1963, met Norman Treigle in de titelrol) en als een leerling aan de Santa Fe Opera, ging hij naar New York, waar hij werkte voor een academische uitgever voordat hij zijn eerste doorbraak maakte aan de New York City Opera, waar hij, naast ander rollen, de rollen overnam van de Faustische duivels in Gounods Faust en Boito's Mefistofele, vacant door het overlijden van Norman Treigle.
Naarmate zijn repertoire breder werd, bracht hij meer en meer tijd door in de theaters van Europa, met name in de Staatsoper Unter den Linden (Berlijn), de Hamburgische Staatsoper, het Royal Opera House, de Opéra Garnier, de Weense Staatsopera, en de zomerfestivals; Festival International d'Art Lyrique in Aix-en-Provence, het Glyndebourne Opera Festival, het Rossini Opera Festival in Pesaro en de Salzburger Festspiele in Salzburg.

## Latere carrière
In januari 1984 maakte Ramey zijn debuut aan de Metropolitan Opera in Handels Rinaldo. Hij is sindsdien uitgegroeid tot een begrip en trad op in onder andere:
- Teatro alla Scala
- Royal Opera House {Covent Garden)
- Weense Staatsopera
- Opéra Garnier
- Lyric Opera of Chicago
- New York City Opera
- San Francisco Opera

In het belcantorepertoire munt Ramey onder meer uit in:
- Mozarts Don Giovanni en Le Nozze di Figaro
- Rossini's Semiramide, Il barbiere di Siviglia, Il Turco in Italia, L'Italiana in Algeri
- Donizetti's Anna Bolena en Lucia di Lammermoor
- Bellini's I puritani

In het dramatische repertoire wordt hij geprezen voor zijn "Three Devils":
- Boito's Mefistofele
- Gounods Faust
- Berlioz' La Damnation de Faust

Zijn dramatische rollen omvatten onder meer:
- Verdi's Nabucco, Don Carlos, I Lombardi alla Prima Crociata en Jérusalem
- Offenbachs Les contes d'Hoffmann (alle vier de schurken)

Een aantal voorheen vrij onbekende opera's met sterke bas-baritonrollen zijn nieuw leven ingeblazen, uitsluitend omwille van Ramey, zoals:
- Verdi's Attila
- Rossini's Maometto Secondo
- Massenets Don Quichot

## Opnamen
Ramey heeft een groot aantal opnamen gemaakt, die bijna al zijn operarollen omvatten, alsmede een verzameling aria's, symfonische werken, en crossover-platen met populaire Amerikaanse muziek. Hij is ook te zien op de volgende televisie- en videoproducties:
- van de Met: Bizets Carmen en Bartóks Hertog Blauwbaards burcht
- van San Francisco: Mefistofele
- van het Glyndebourne Opera Festival: The Rake's Progress
- van Salzburg: Don Giovanni

In 1996 gaf Ramey een concert in de Avery Fisher Hall te New York met als titel "A Date with the Devil", waarin hij veertien aria's zong die de kern vormen van dit repertoire, en hij voert dit programma nog steeds in de hele wereld uit. In 2000 heeft Ramey dit concert in de Gasteig in München gegeven. Deze voorstelling is live opgenomen en werd uitgebracht op compact disc in de zomer van 2002.

## Huidige activiteiten
Ramey woont in Chicago en werkt mee aan zo'n zeventig voorstellingen per jaar.
Hij doceert aan het Chicago College of Performing Arts van de Roosevelt-universiteit.